# Abdul Hamid (politicus)
Abdul Hamid (Bengaals: আব্দুল হামিদ) (Mithamain, 1 januari 1944) is een Bengaals politicus van de Awami Liga. Tussen 2013 en 2023 was hij de president van Bangladesh.
Hamid studeerde aan de universiteit van Dhaka. Sinds 1970 was hij lid van het Bengaalse parlement, waarvan hij tussen 2009 en 2013 de voorzitter was.
Op 14 maart 2013 nam hij als interim-president krachtens de grondwet de taken over van president Zillur Rahman, die in een ziekenhuis te Singapore verbleef en op 20 maart stierf. Op 22 april koos het parlement Hamid tot staatshoofd, een vooral ceremoniële functie in Bangladesh. In februari 2018 werd hij zonder tegenstand verkozen voor een tweede ambtstermijn. Na tien jaar presidentschap werd Hamid in april 2023 opgevolgd door zijn partijgenoot Mohammed Shahabuddin.